# Elezioni regionali in Basilicata del 2000
Le elezioni regionali italiane del 2000 in Basilicata si sono tenute il 16 aprile. Esse hanno visto la vittoria di Filippo Bubbico, sostenuto dal centro-sinistra, che ha sconfitto il candidato della Casa delle Libertà, Nicola Pagliuca.

## Affluenza
Il corpo elettorale per le elezioni del 16 aprile 2000 risultava composto da 533.343 elettori. Alla chiusura dei seggi l'affluenza definitiva si è attestata al 72,66%, in calo rispetto al 1995 del 5,93%.
| Provincia  | Affluenza | Variazione |
| ---------- | --------- | ---------- |
| Basilicata | 72,66%    | 5,93%      |
| Matera     | 74,69%    | 6,41%      |
| Potenza    | 71,69%    | 5,70%      |

## Risultati
|                                                                 | Filippo Bubbico (Basilicata Democratica) ✔️ Presidente          | 227 919                                                         | 63,16 | Democratici di Sinistra      | 60 885  | 17,42 | 4  |  |  |
| Partito Popolare Italiano                                       | Filippo Bubbico (Basilicata Democratica) ✔️ Presidente          | 227 919                                                         | 63,16 | 60 833                       | 17,41   | 4     |    |  |  |
| I Democratici                                                   | Filippo Bubbico (Basilicata Democratica) ✔️ Presidente          | 227 919                                                         | 63,16 | 26 583                       | 7,61    | 2     |    |  |  |
| Unione Democratici per l'Europa                                 | Filippo Bubbico (Basilicata Democratica) ✔️ Presidente          | 227 919                                                         | 63,16 | 25 711                       | 7,36    | 2     |    |  |  |
| Socialisti Democratici Italiani                                 | Filippo Bubbico (Basilicata Democratica) ✔️ Presidente          | 227 919                                                         | 63,16 | 22 667                       | 6,49    | 2     |    |  |  |
| Federazione dei Verdi                                           | Filippo Bubbico (Basilicata Democratica) ✔️ Presidente          | 227 919                                                         | 63,16 | 16 555                       | 4,74    | 1     |    |  |  |
| Partito della Rifondazione Comunista                            | Filippo Bubbico (Basilicata Democratica) ✔️ Presidente          | 227 919                                                         | 63,16 | 12 394                       | 3,55    | 1     |    |  |  |
| Rinnovamento Italiano                                           | Filippo Bubbico (Basilicata Democratica) ✔️ Presidente          | 227 919                                                         | 63,16 | 11 544                       | 3,30    | 1     |    |  |  |
| Partito dei Comunisti Italiani                                  | Filippo Bubbico (Basilicata Democratica) ✔️ Presidente          | 227 919                                                         | 63,16 | 6 488                        | 1,86    | 1     |    |  |  |
| Seggi assegnati alla lista regionale                            | Seggi assegnati alla lista regionale                            | Seggi assegnati alla lista regionale                            | 63,16 | 3                            |         |       |    |  |  |
|                                                                 | Nicola Pagliuca (Per la Basilicata)                             | 126 530                                                         | 35,07 | Forza Italia                 | 46 113  | 13,20 | 4  |  |  |
| Centro Cristiano Democratico                                    | Nicola Pagliuca (Per la Basilicata)                             | 126 530                                                         | 35,07 | 23 449                       | 6,71    | 3     |    |  |  |
| Alleanza Nazionale                                              | Nicola Pagliuca (Per la Basilicata)                             | 126 530                                                         | 35,07 | 21 115                       | 6,04    | 1     |    |  |  |
| Movimento Sociale Fiamma Tricolore                              | Nicola Pagliuca (Per la Basilicata)                             | 126 530                                                         | 35,07 | 4 398                        | 1,26    | –     |    |  |  |
| I Liberal Sgarbi - Partito Socialista                           | Nicola Pagliuca (Per la Basilicata)                             | 126 530                                                         | 35,07 | 3 583                        | 1,03    | –     |    |  |  |
| Cristiani Democratici Uniti                                     | Nicola Pagliuca (Per la Basilicata)                             | 126 530                                                         | 35,07 | 3 403                        | 0,97    | –     |    |  |  |
| Seggio assegnato al candidato presidente classificatosi secondo | Seggio assegnato al candidato presidente classificatosi secondo | Seggio assegnato al candidato presidente classificatosi secondo | 35,07 | 1                            |         |       |    |  |  |
|                                                                 | Bonaventura Postiglione                                         | 3 465                                                           | 0,96  | Forza Nuova - Nuovo Progetto | 2 348   | 0,67  | –  |  |  |
|                                                                 | Maurizio Bolognetti                                             | 2 924                                                           | 0,81  | Lista Emma Bonino            | 1 351   | 0,39  | –  |  |  |
| Totale                                                          | Totale                                                          | 360 838                                                         | 100   |                              | 349 420 | 100   | 30 |  |  |
|                                                                 |                                                                 |                                                                 |       |                              |         |       |    |  |  |
| Schede bianche                                                  | Schede bianche                                                  | 7 380                                                           | 1,90  |                              |         |       |    |  |  |
| Schede nulle                                                    | Schede nulle                                                    | 26 705                                                          | 6,89  |                              |         |       |    |  |  |
| Votanti                                                         | Votanti                                                         | 387 543                                                         | 72,66 |                              |         |       |    |  |  |
| Elettori                                                        | Elettori                                                        | 533 343                                                         |       |                              |         |       |    |  |  |
|                                                                 |                                                                 |                                                                 |       |                              |         |       |    |  |  |
| Fonte: Ministero dell'interno                                   |                                                                 |                                                                 |       |                              |         |       |    |  |  |